# Frank Kooiman
Frank Kooiman (Vlaardingen, 13 januari 1970) is een voormalig Nederlandse voetballer. Als doelman stond hij als laatste onder contract bij FC Dordrecht. Op 6 mei 2008 maakte hij, na ruim een jaar blessureleed, zijn afscheid als voetballer bekend.
Kooiman is vooral bekend als doelman van Sparta Rotterdam. Hier heeft hij 12 seizoenen gespeeld. In totaal heeft hij 211 wedstrijden voor Sparta Rotterdam gespeeld. Tussendoor heeft hij twee seizoenen bij VVV, één seizoen bij FC Utrecht en één seizoen bij PSV gespeeld, bij PSV werd hij als reservekeeper kampioen van Nederland.
Kooiman is begonnen bij de amateurclub Hermes DVS in Schiedam. Zijn eerste profwedstrijd was Vitesse-Sparta Rotterdam (2-0) op 25 september 1994, hierin viel hij in de 24e minuut in voor Edward Metgod. Hij is de keeperstrainer vanaf 2010 bij Sparta Rotterdam.

## Clubstatistieken
| Seizoen | Club             | Duels | Goals | Competitie     |
| ------- | ---------------- | ----- | ----- | -------------- |
| 1993/94 | Sparta Rotterdam | 0     | 0     | Eredivisie     |
| 1994/95 | Sparta Rotterdam | 11    | 0     | Eredivisie     |
| 1995/96 | Sparta Rotterdam | 1     | 0     | Eredivisie     |
| 1996/97 | VVV              | 34    | 0     | Eerste divisie |
| 1997/98 | VVV              | 33    | 0     | Eerste divisie |
| 1998/99 | FC Utrecht       | 33    | 0     | Eredivisie     |
| 1999/00 | Sparta Rotterdam | 25    | 0     | Eredivisie     |
| 2000/01 | Sparta Rotterdam | 34    | 0     | Eredivisie     |
| 2001/02 | Sparta Rotterdam | 26    | 0     | Eredivisie     |
| 2002/03 | Sparta Rotterdam | 18    | 0     | Eerste divisie |
| 2002/03 | PSV              | 2     | 0     | Eredivisie     |
| 2003/04 | Sparta Rotterdam | 36    | 0     | Eerste divisie |
| 2004/05 | Sparta Rotterdam | 36    | 0     | Eerste divisie |
| 2005/06 | Sparta Rotterdam | 0     | 0     | Eredivisie     |
| 2006/07 | FC Dordrecht     | 33    | 0     | Eerste divisie |
| 2007/08 | FC Dordrecht     | 0     | 0     | Eerste divisie |
| Totaal  | Totaal           | 322   | 0     |                |

## Erelijst
- Nederlands landskampioenschap: 2003